# Muixeranga

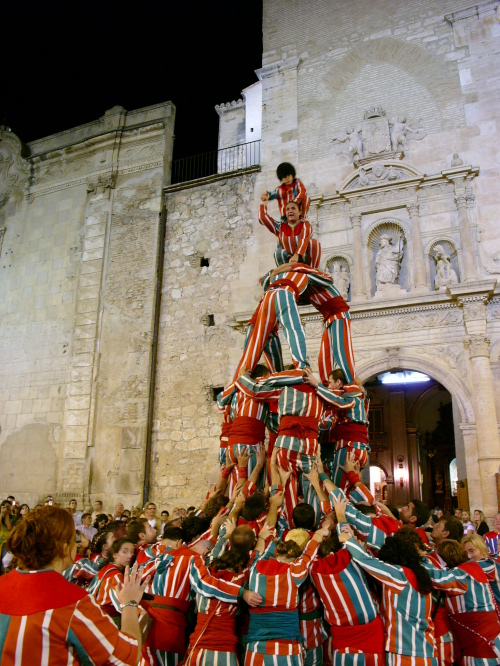
Die muixeranga in Algemesí

Muixeranga [muˑiˑʃeˈranga] ist die Sammelbezeichnung für traditionelle Straßentänze und Castells (Menschenpyramiden), die ihren Ursprung in der Umgebung von Valencia haben und heute noch in der Stadt Algemesí (ca. 30 km südwestlich von Valencia) aufgeführt werden.
Die Muixeranga ist weit mehr als ein akrobatischer Tanz, sie ist eine Sammlung historischer Choreographien von herausragender Plastizität, die beim Stadtfest von Algemesí zu Ehren der sogenannten Jungfrau der Gesundheit (Mare de Déu de la Salut) am 8. September jedes Jahres aufgeführt werden.
Die Muixeranga ähnelt in vielerlei Hinsicht den Menschenpyramiden (Castells), die in Katalonien bei vielen festlichen Gelegenheiten aufgebaut werden. Beide Traditionen teilen den gemeinsamen Ursprung, die Moixiganga, die es früher auf der gesamten Iberischen Halbinsel gab.
Im Gegensatz zu den Castells hat die Muixeranga einen eher religiösen Hintergrund, wird von einem Tanz begleitet und dient nicht so sehr dem Ehrgeiz, eine möglichst hohe Menschenpyramide zu bilden, sondern versucht eher, eine plastische, figurative Szene zu schaffen. 

## Charakteristik
Die Pyramiden werden üblicherweise von einer Gruppe von Menschen gebildet, die beliebigen Berufen angehören können, aber kräftig und geschickt sein sollten. Heutzutage zählen diese Gruppen insgesamt etwa 200 Menschen, früher waren es sicher nicht viel mehr als 30. Es gibt einen Zeremonienmeister, der die Tänze und menschlichen Figuren koordiniert, ihm obliegt auch die Zulassung und das Training neuer Mitglieder. 
Die Kleidung ist in vielerlei Hinsicht eigenwillig. Sie besteht aus einem Hemd, Hose, Arbeitsschuhen und manchmal einem speziellen Hut. Das Gewebe ist mit vertikalen roten und blauen Streifen auf weißem Untergrund gemustert, fast wie bei einem Harlekinskostüm. Es scheint, als ob dieses merkwürdige Erscheinungsbild eher zufällig entstand, ältere Leute erinnern sich daran, dass die Kostüme früher aus dem Bezugsstoff für Matratzen gefertigt wurden.

## Ursprung und Entwicklung
Es gibt verschiedene Theorien zum Ursprung der Muixeranga, insbesondere, was den Namen angeht. Eine Theorie vertritt die Auffassung, dass der Begriff von dem arabischen Wort mochain (Maske) stammt. 
Obwohl diese Tradition auf der Iberischen Halbinsel vermutlich bis ins 13. Jahrhundert zurückgeht, findet die erste schriftliche Erwähnung der Muixeranga in Algemesí erst im ersten Drittel des 18. Jahrhunderts statt. Die stark ausgebildete Tradition lässt allerdings einen wesentlich älteren Ursprung vermuten. Wenn man sich auf Verweise verlässt, dann fanden die ersten Feierlichkeiten zu Ehren der Jungfrau der Gesundheit 1724 statt, das erste konkrete Datum lässt sich auf 1733 festlegen. In diesem Jahr wird in der Stadtchronik ein Betrag erwähnt, der den Dolçaina-Spielern für ihre Beteiligung am Fest gewährt wurde.

## Musik und Symbole
Der Tanz wird von Musik auf Tabalet (einer Trommel) und Dolçaina (einer sehr lauten Schalmei) begleitet. Dabei wird eine charakteristische Melodie gespielt, deren Autor allerdings unbekannt ist. Die Musik der Muixeranga wurde von Leuten, die für die Wiederbelebung der Valencianischen Kultur und Sprache kämpfen, als eine Art von Hymne für die Region Valencia bzw. die gesamten Països Catalans vorgeschlagen.
Hören Sie die Muixeranga-Musik  gespielt von Xavier Richart.